# رالف بانچ
رالف جانسون بانچ (انگلیسی: Ralph Johnson Bunche؛ زادهٔ ۷ اوت ۱۹۰۴ – درگذشتهٔ ۹ دسامبر ۱۹۷۱) متخصص علوم سیاسی و دیپلمات برجستهٔ اهل ایالات متحده آمریکا بود. او یکی از چهره‌های مهم روند استعمارزدایی در اواسط قرن بیستم و جنبش حقوق مدنی سیاه‌پوستان آمریکا (۶۸–۱۹۵۵) بود و به خاطر اقدامات میانجی‌گری میان مصر و اسرائیل در اواخر دههٔ ۱۹۴۰، در سال ۱۹۵۰ جایزهٔ صلح نوبل را دریافت کرد. او اولین فرد آفریقایی‌آمریکایی و نخستین فرد آفریقایی‌تبار برندهٔ جایزهٔ نوبل است. رالف بانچ در شکل‌گیری و مدیریت سازمان ملل متحد مشارکت داشت و در روند استعمارزدایی و چندین مأموریت صلح‌بانی تحت نظر سازمان ملل نیز ایفای نقش کرد. او در سال ۱۹۶۳ نشان افتخار آزادی رئیس‌جمهوری را از جان اف. کندی دریافت نمود. بانچ در سازمان ملل به چنان شهرتی رسید که مجلهٔ معروف Ebony او را تاثیرگذارترین آفریقایی‌آمریکایی نیمهٔ اول قرن بیستم لقب داد.
رالف بانچ عضو هیأت اعزامی ایالات متحده آمریکا به کنفرانس دامبارتن اوکس در سال ۱۹۴۴، و کنفرانس سان‌فرانسیسکو در سال ۱۹۴۵ بود که متن منشور ملل متحد در کنفرانس سانفرانسیسکو تهیه شد. پس از تشکیل سازمان ملل متحد، بانچ عضو هیأت اعزامی آمریکا برای شرکت در نخستین جلسهٔ مجمع عمومی سازمان ملل متحد در سال ۱۹۴۶ بود و پس از آن به ریاست شورای قیمومت سازمان ملل متحد رسید که این نقطهٔ آغاز تلاش‌ها و اقدامات بانچ برای گره‌گشایی و پذیرش مسئولیت‌های مربوط به استعمارزدایی بود. بانچ در سال ۱۹۴۸برای میانجی‌گری در خاورمیانه تعیین و موفق شد ضمن مذاکره با مصر و اسرائیل، آنها را راضی به ترک مخاصمه کند. به دلیل همین موفقیت بود که مدال صلح نوبل سال ۱۹۵۰ را به او اهدا کردند.
بانچ پس از آن به خدمت در سازمان ملل ادامه داد و روی بحران‌های بین‌المللی مانند بحران سوئز (۱۹۵۶)، کنگو (۱۹۶۰)، یمن (۱۹۶۳)، قبرس (۱۹۶۴) و بحرین (۱۹۷۰) کار می‌کرد و مستقیما به دبیرکل سازمان ملل گزارش می‌داد.  او در سال ۱۹۵۷ به عنوان معاون دبیرکل سازمان ملل متحد در امور ویژهٔ سیاسی منصوب شد که مسئولیت عمدهٔ مأموریت‌های صلح‌بانی برعهدهٔ این مقام بود. در ۱۹۶۵، بانچ بر آتش‌بس پس از جنگ هند و پاکستان نظارت داشت. او در ژوئن ۱۹۷۱ از سازمان ملل بازنشسته شد و شش ماه بعد درگذشت.